# Gambenconsort
Ein Gambenconsort ist ein kammermusikalisches Ensemble, bestehend aus mehreren Gamben unterschiedlicher Tonlage. Höhepunkt der Musik für Gambenconsort war die Spätrenaissance. Zu nennen sind in diesem Zusammenhang vor allem die englischen Komponisten des elisabethanischen Zeitalters: John Dowland, Thomas Morley, William Byrd u. a.
Typische Werke für Gambenconsort sind vier-, fünf- oder sechsstimmig – im letzteren Fall meist für je zwei Diskant-, Tenor- und Bassinstrumente geschrieben. Typische vierstimmige Werke erwarten eine Diskant-, zwei Tenor- und eine Bassgambe.
In John Dowlands berühmten Pavanen für Gambenconsort (Lachrymae, 1604) verfügt das Consort über fünf Stimmen: eine Diskant-, drei Tenor- und eine Bassgambe. Das Consort wird bei Dowland von einer Laute begleitet, seltener wurden auch Tasteninstrumente zur Begleitung verwendet.